# Alvar Ramírez de Robres
Álvaro o Alvar Ramírez de Robres   (Madrid - 1470 ↔ 1472) va ser un noble i militar castellà.
Fill primogènit de Juan Ramírez de Robres i d'Inés de Sosa. Senyor de la Casa dels Ramírez de la parròquia de Sant Nicolau de Madrid, i de les heretats i terces de Pozuelo de Alarcón. Va servir com a militar en les guerres de Joan II de Castella i com alcaid de l'Alcàsser Reial de Madrid, nomenat per Enric IV de Castella. Va casar-se amb María o Mayor Fernández Palomeque, filla de Gonzalo Fernández i d'Inés Palomeque, amb la qual va tenir quatre fills, i el més gran va ser Luis. Segons Álvarez va morir el 1470, mentre Pellicer la situa el 1472.